# Saison 4 de La Stagiaire
Chronologie
Saison 3 Saison 5
Cet article présente le guide des épisodes de la quatrième saison de la série télévisée franco-belge La Stagiaire créée par Isabel Sebastian et Laurent Burtin. Elle est diffusée en 2019.

## Distribution

### Acteurs principaux
- Michèle Bernier : Constance Meyer
- Antoine Hamel : Juge Boris Delcourt
- Géraldine Loup : Fanny Pelletier, la greffière
- Soraya Garlenq : Capitaine Nadia Saïdi
- Nicolas Marié : Procureur Vladimir Quiring
- Cyrielle Voguet : Solène, l'assistante du Procureur Quiring
- Philippe Lelièvre : Barthélemy dit « Barth » Meyer, mari de Constance
- Clément Moreau : Antoine Meyer, fils de Constance et Barth
- Lélia Nevert : Rebecca, la petite-amie d'Antoine et mère de son fils
- Jeanne Lambert : Alice Meyer, fille de Constance et Barth

## Épisodes
Sauf indication contraire, les informations mentionnées dans cette section peuvent être confirmées par la base de données cinématographiques IMDb,  présente dans la section « Liens externes ».

### Épisode 1: Impartiale
- Suisse : 15 janvier 2019 sur RTS Un
- Belgique : 7 février 2019 sur La Une
- France : 12 février 2019 sur France 3
- Italie : 25 juillet 2019

- Joyce Bibring : Sophie Mornan
- Grégoire Oestermann : Juge Philippe Corcieux, président de la cour d'appel
- Alexandre Brasseur : Stéphane Da Costa
- Eddy Creuzet : Fabien Beynac
- Pierre Aussedat : Jean-Luc Beynac
- Manoëlle Gaillard : Géraldine Beynac

### Épisode 2: L'Inconnue de la gare
- Suisse : 15 janvier 2019 sur RTS Un
- Belgique : 7 février 2019 sur La Une
- France : 12 février 2019 sur France 3
- Italie : 25 juillet 2019

- Abraham Belaga : Alban Belanski
- Julie Farenc : Séverine Berthier / Aurore Chassagne
- Avy Marciano : Guillaume Delorme
- Bryan Trésor : Fabrice Testot
- Audrey Le Bihan : Séverine Berthier
- Tonin Palazzotto : M. Berthier
- Laura Mathieu : Jennifer

### Épisode 3: Premier amour
- Suisse : 22 janvier 2019 sur RTS Un
- Belgique : 14 février 2019 sur La Une
- France : 19 février 2019 sur France 3
- Italie : 1er août 2019

- Serge Dupire : Fabrice Vernon
- Juliette Chêne : Audrey Vernon
- Maryne Bertieaux : Laurence Santelli
- Thomas Durand : Jérôme Santelli
- Shad Reis : Maître Jolly

### Épisode 4: Populaire
- Suisse : 22 janvier 2019 sur RTS Un
- Belgique : 14 février 2019 sur La Une
- France : 19 février 2019 sur France 3
- Italie : 8 août 2019

- Marc Dujarric : Jérémy Nogent
- Alexandra Mori : Myriam Nogent
- David Marchal : Philippe Chopart
- Max Libert : Roman
- Coline Bellin : Élise Rivière

### Épisode 5: Ma petite entreprise
- Suisse : 29 janvier 2019 sur RTS Un
- Belgique : 21 février 2019 sur La Une
- France : 26 février 2019 sur France 3
- Italie : 15 août 2019

- Fabrice Deville : Lionel Kaplan
- Clara Guipont : Mélanie Roussel
- Florence Demay : Emma Kaplan
- Jules Fabre : Lucas Kaplan
- Malik Elakehal : Malik Rivière

### Épisode 6: Lauriers roses et pensées jaunes
- Suisse : 29 janvier 2019 sur RTS Un
- Belgique : 21 février 2019 sur La Une
- France : 26 février 2019 sur France 3
- Italie : 22 août 2019

- Charlotte Adrien : Émilie Tessier
- Marc Robert : Pierre Tessier
- Cathy Ruiz : Céline Duquesne
- Jean-François Palaccio : Éric Gendret
- Nicolas Dromard : Bertrand Pagès
- Julien Faure : Thibaud Chenot

### Épisode 7: La Fille à vélo
- Belgique : 28 février 2019 sur La Une
- Suisse : 1er mars 2019 sur RTS Un
- France : 5 mars 2019 sur France 3
- Italie : 29 août 2019

- Marysole Fertard : Justine Santoni
- Raphaël Pellegrino : François Santoni
- Sandra Valentin : Sophie Santoni
- Anaëlle Celton : Sarah Terral
- Julien Bodet : Damien Leclercq
- François Feroleto : Stéphane Hurel
- Stéphanie Paréja : Géraldine Hurel

### Épisode 8: Clairvoyance
- Belgique : 28 février 2019 sur La Une
- Suisse : 1er mars 2019 sur RTS Un
- France : 5 mars 2019 sur France 3
- Italie : 5 septembre 2019

- Olivier Cabassut : Gérard Sanders
- Sarah Brooks : Noémie Sanders
- Alban Casterman : Jean-Christophe Francart
- Florence Fredet : Marlyse Moreau